# Bodianus bimaculatus
Bodianus bimaculatus е вид лъчеперка от семейство Labridae.

## Разпространение
Видът е разпространен в Австралия, Вануату, Индонезия, Мавриций, Мадагаскар, Малдиви, Маршалови острови, Нова Зеландия, Нова Каледония, Палау, Папуа Нова Гвинея, Провинции в КНР, Соломонови острови, Тайван и Япония.